# Chirindia ewerbecki
Chirindia ewerbecki — вид плазунів з родини амфісбенових (Amphisbaenidae). Ендемік Танзанії.

## Підвиди
Виділяють два підвиди:
- Chirindia ewerbecki ewerbecki Werner, 1910;
- Chirindia ewerbecki nanguruwensis (Loveridge, 1962).

## Поширення і екологія
Chirindia ewerbecki відомі з кількох місцевостей, розташованих на крайньому південному сході Танзанії, в регіоні Мтвара та на південному сході регіону Лінді. Вони живуть у вологих саванах і рідколіссях, трапляються на плантаціях. Ведуть риючий спосіб життя, живляться безхребетними. Відкладають яйця.